# Пашене
Па́шене — ландшафтний заказник місцевого значення в Україні. Об'єкт природно-заповідного фонду Полтавської області.
Розтаншований у Козельщинському районі Полтавської області, між селами Хорішки, Пашенівка і Загребелля.
Площа природоохоронної території — 518 га. Створений у 1994 році. Перебуває у віданні ДП «Кременчуцький лісгосп».

## Опис
Територія являє собою лісовий масив у заплаві, притерасній частині і на боровій терасі річки Псел (на лісовому березі річки). У межах заказника зростають тюльпан дібровний, занесений до Червоної книги України, та регіонально рідкісний вид — мигдаль степовий.
Заказник є регулятором водного режиму.

## Галерея

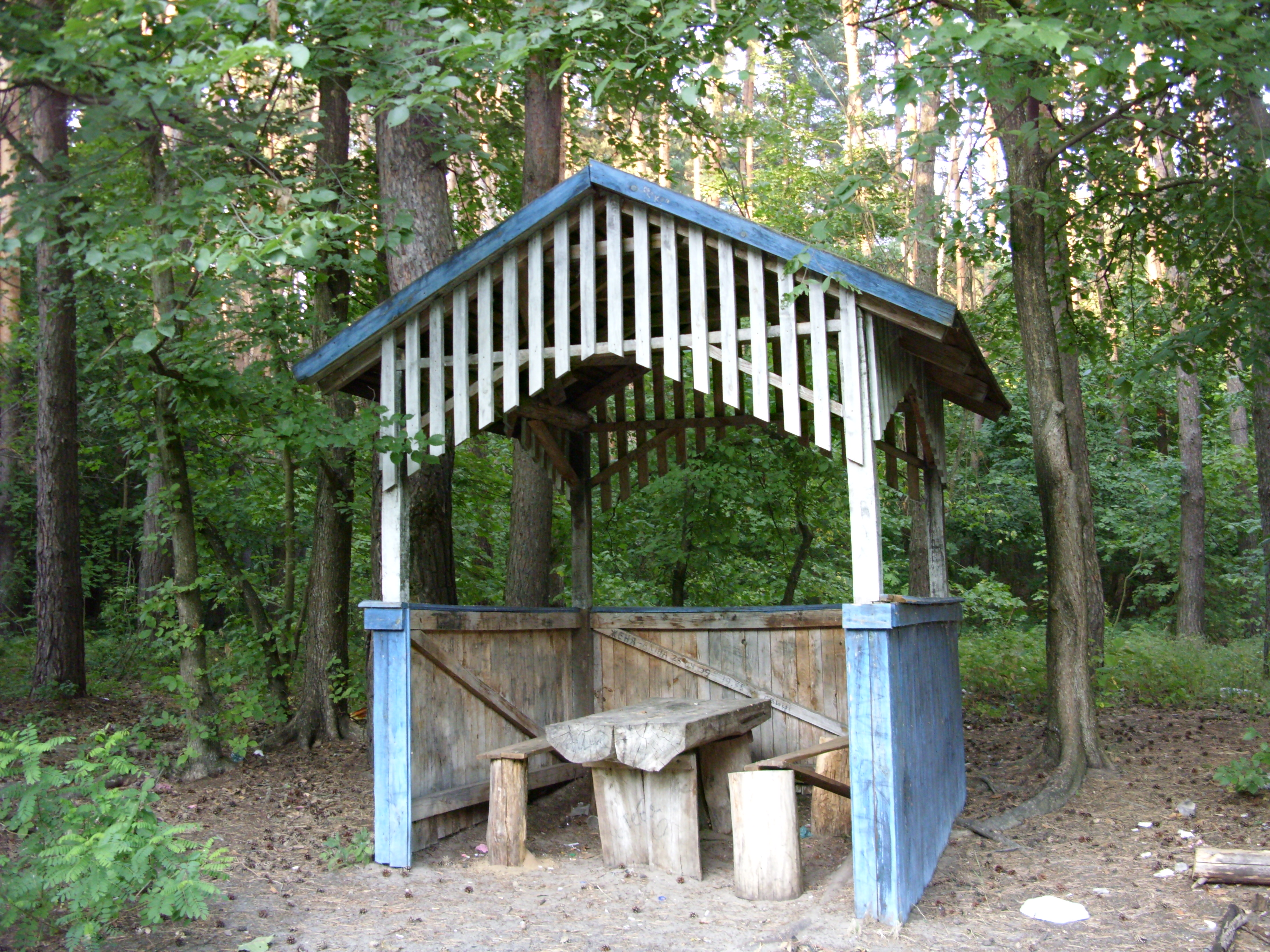
Альтанка в заказнику Пашене
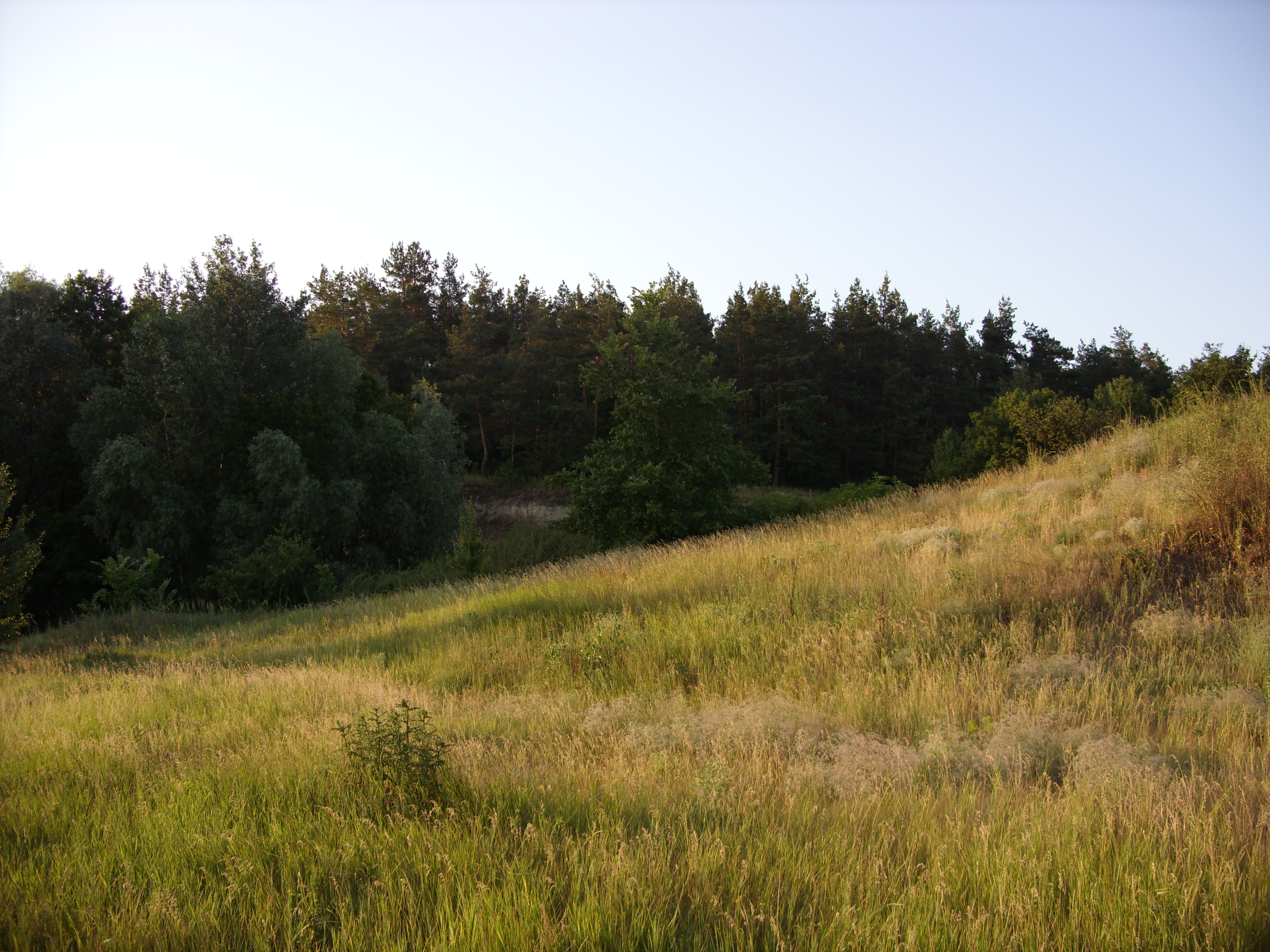
Заказник Пашене біля села Пашенівка ввечері
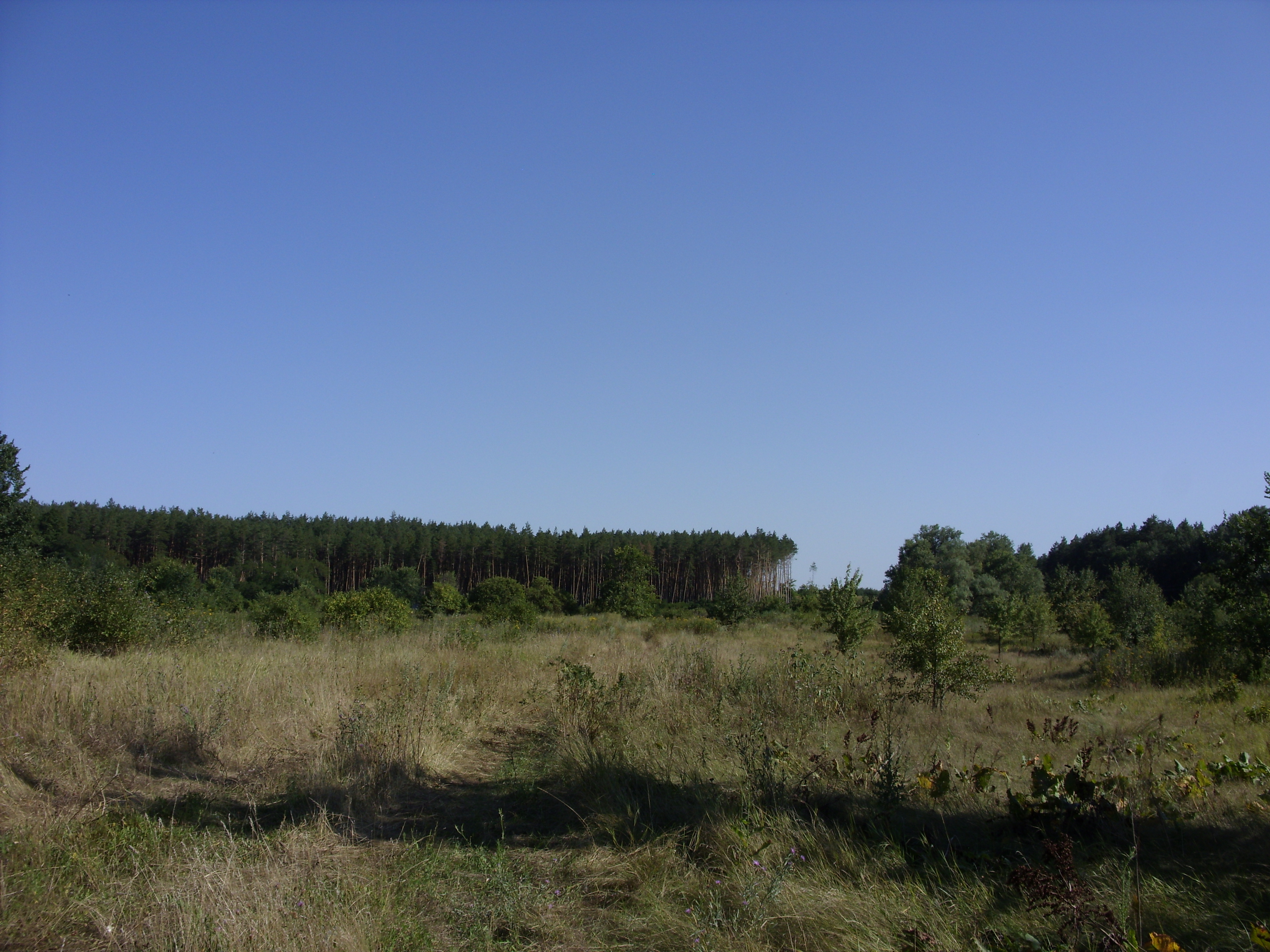
Заказник Пашене зі сторони села Загребелля
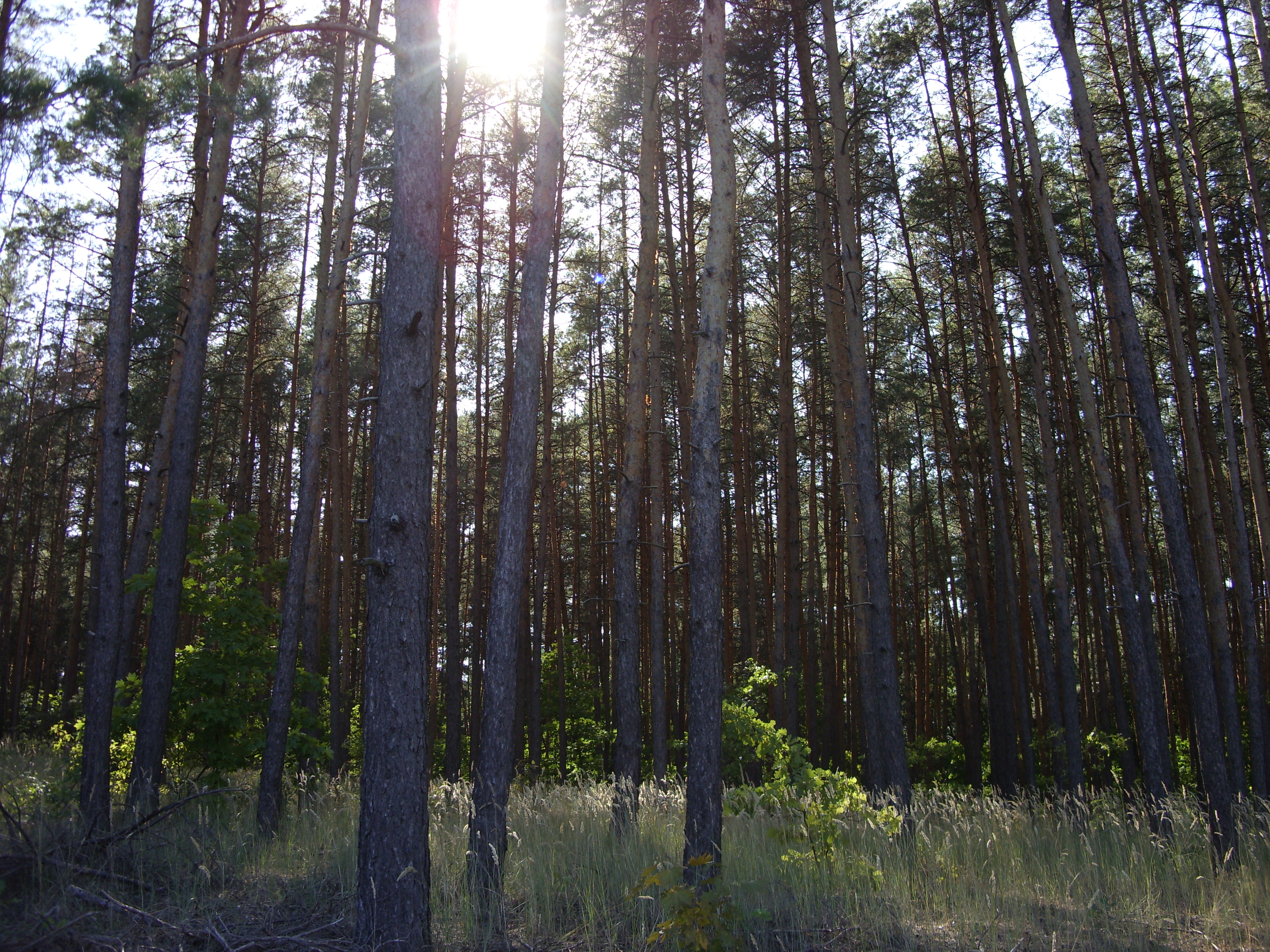
Сосна в Заказнику Пашене